# Kaple svatého Rocha (Hustopeče)
Kaple svatého Rocha je novorománská kaple z roku 1901, stojící na kopci zvaném Křížový vrch (Kreuzbergu), na jižním okraji města Hustopeče.

## Historie
Na místě současné stavby původně stávala malá barokní kaple, postavená v letech 1682–1690 na počest odvrácení morové epidemie. Kaple byla zasvěcena svatému Rochu, svatému Šebastiánovi a svaté Rozálii. Stavba byla výrazně rozšířena farářem Františkem Loberem v roce 1726. V 18. století kaple sloužila jako poutní místo pro nesčetná procesí. Roku 1901 byla na jejím místě zbudována nová větší kaple v novorománském stylu. Po zániku farního kostela svatého Václava v roce 1962 sloužila kaple určitou dobu pro konání bohoslužeb.

## Popis
Kaple svatého Rocha je jednolodní stavba osmiúhelníkového půdorysu. Na východní straně k ní navazuje apsida, k jejímž bokům přiléhají čtyřboká sakristie a depozitář. K severní a jižní straně lodi navazují obdélné kaple. Vstup do kaple na západní straně tvoří předsazený portikus.
Fasáda je tvořena režným a omítaným zdivem s novorománskými prvky. Okna vyplňují barevné vitráže dle návrhu Ludvíka Kolka.
V roce 1964-1965 byla v presbytáři zhotovena celostěná freska Ukřižování malovaná podle Kolkova obrazu Ukřižovaný od zřícené katedrály, kterou autor reagoval na demolici hustopečského kostela. Po stranách presbytáře jsou fresky Korunován trním a Ukřižování. V Lodi kaple jsou dvě fresková panó (na každé straně jedno) s křížovou cestou. Všechny fresky navrhl a realizoval Ludvík Kolek.
Vybavení interiéru (obětní stůl, ambon, tabernákulum, nástěnné grafiky) pochází taktéž od Ludvíka Kolka.

## Galerie

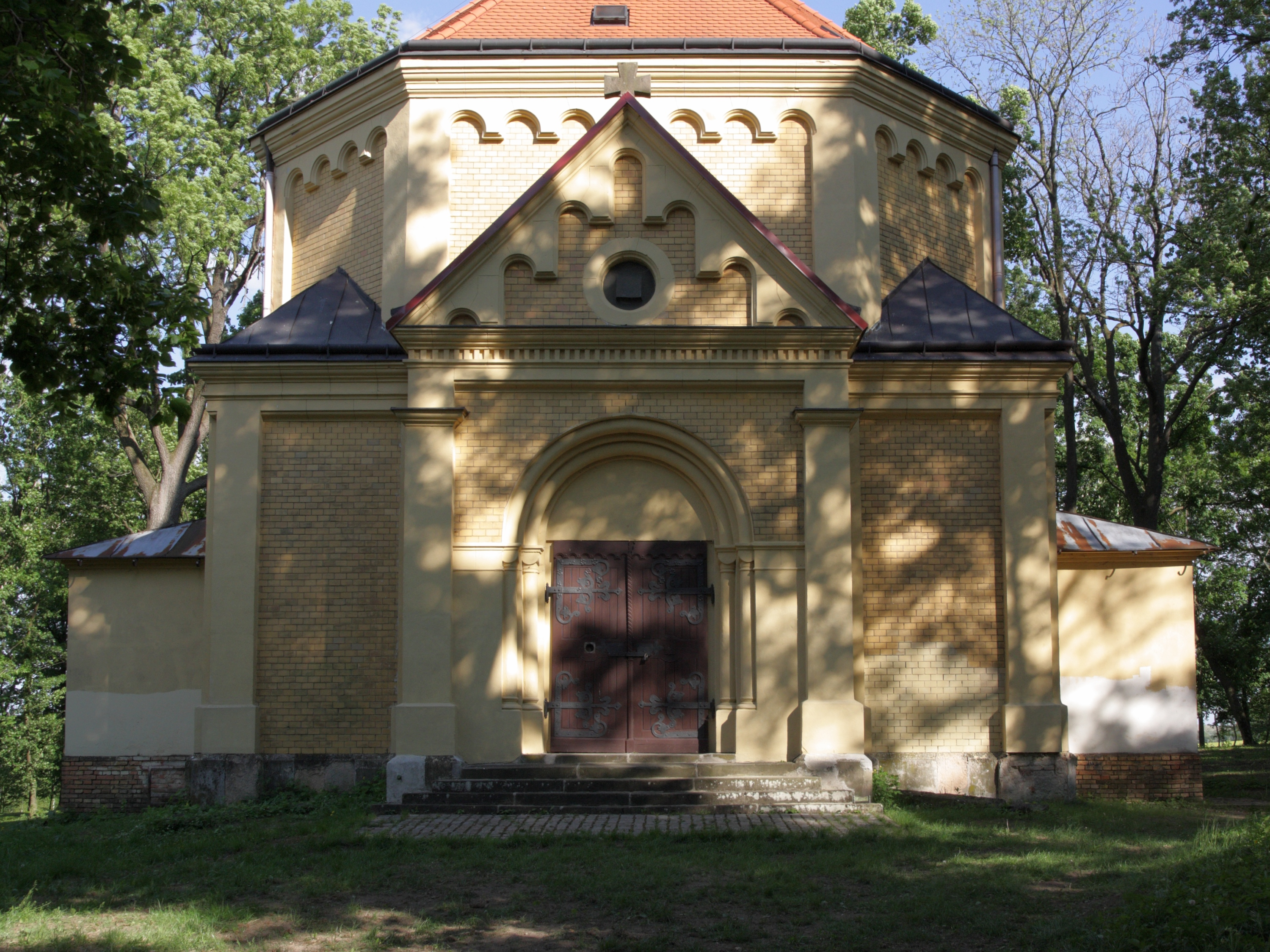
vstupní portál
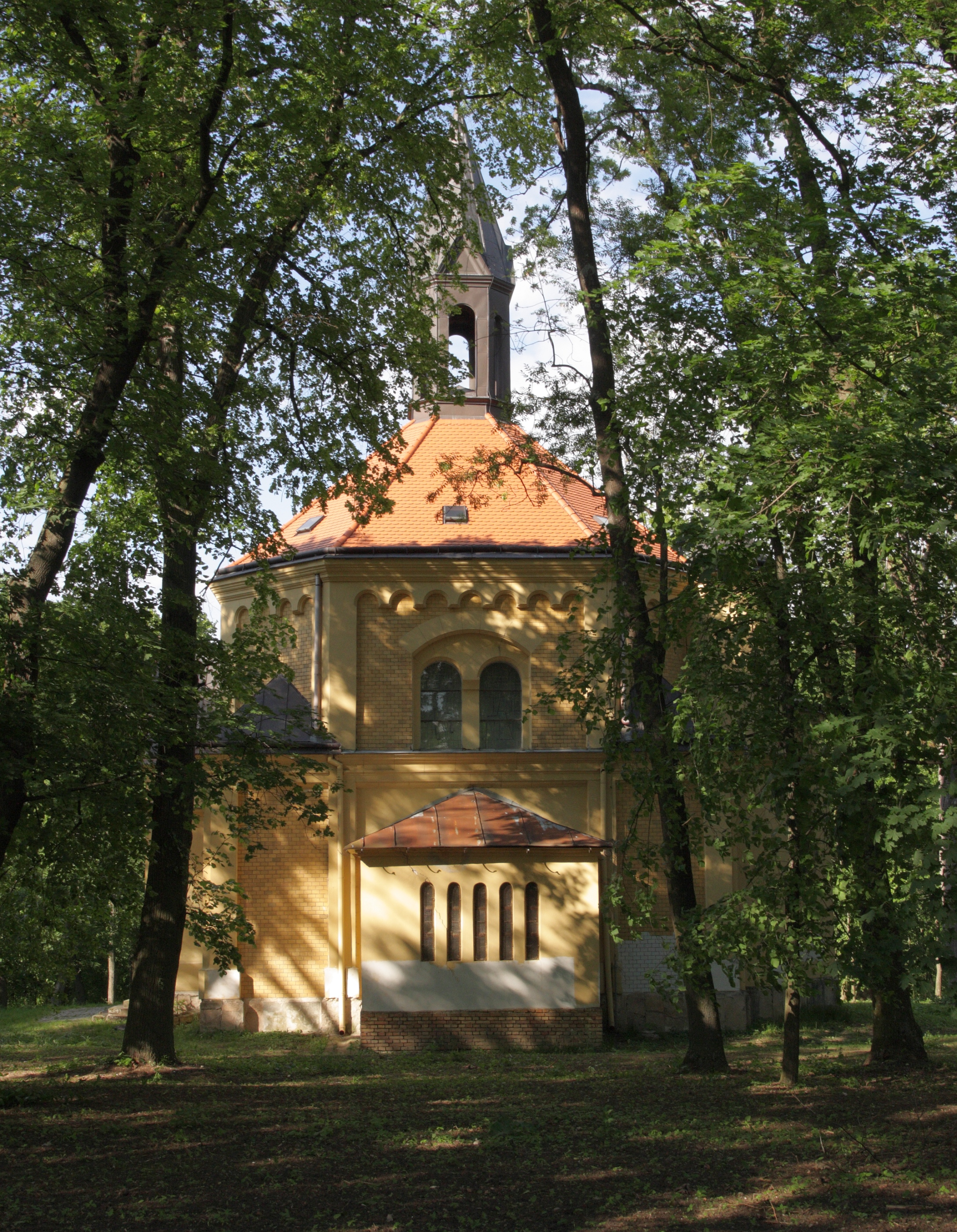
zadní pohled na kapli
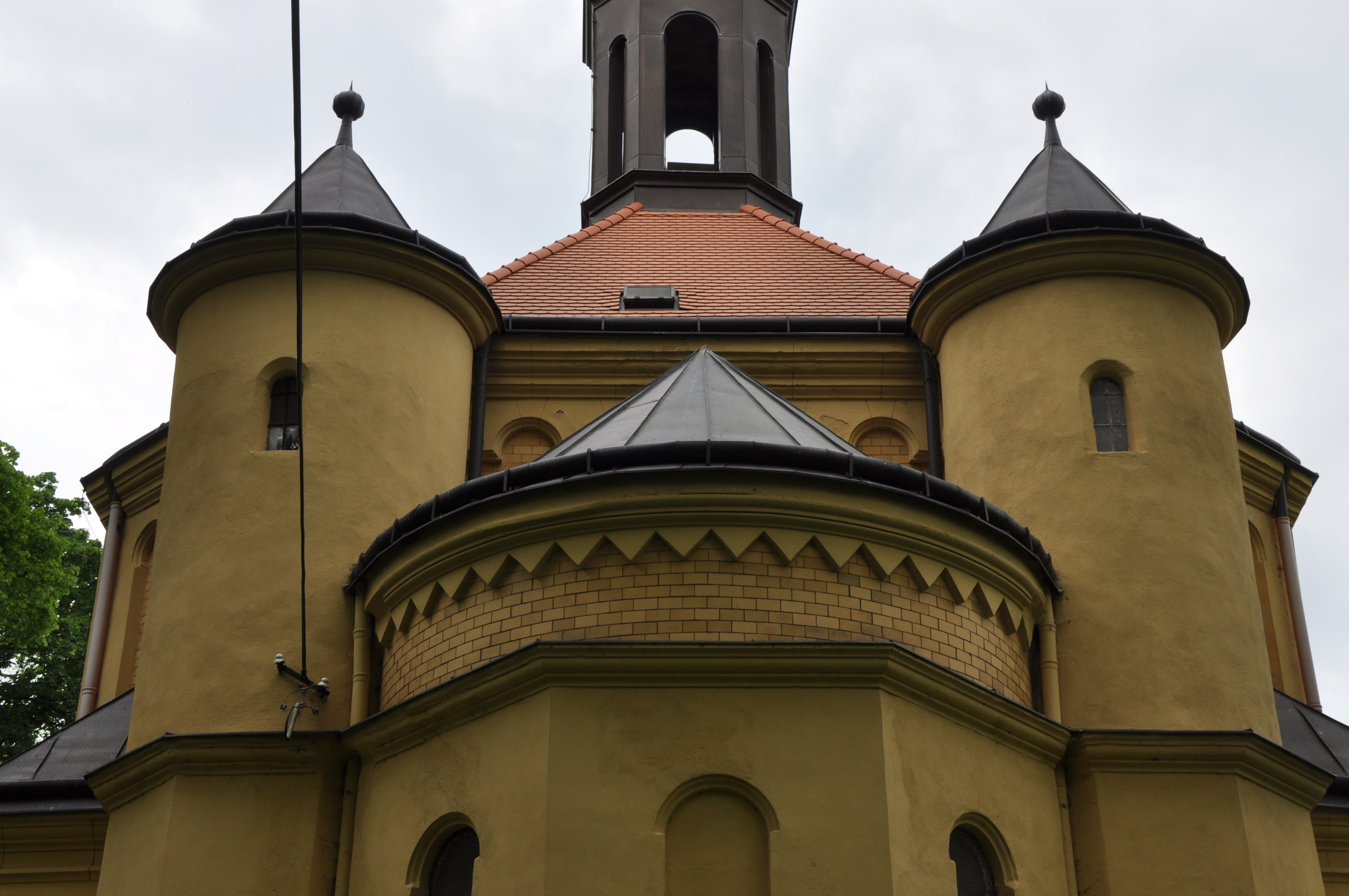
pohled od východu